# Torbda
Torbda is een geslacht van insecten uit de orde vliesvleugeligen (Hymenoptera) en de familie Ichneumonidae.

## Soorten
- T. albivittata Sheng & Sun, 2002
- T. erugans Gupta & Gupta, 1983
- T. geniculata Cameron, 1902
- T. maculiceps (Cameron, 1907)
- T. maculipennis Cameron, 1902
- T. maculiscutis (Cameron, 1905)
- T. nigra Sheng & Sun, 2010
- T. nigromaculata (Cameron, 1907)
- T. notialis Gupta & Gupta, 1983
- T. obscula Sheng & Sun, 2010
- T. parallela Momoi, 1970
- T. philippina Gupta & Gupta, 1983
- T. rufa Uchida, 1956
- T. sauteri Uchida, 1932
- T. striata Uchida, 1956
- T. takachihoensis Momoi, 1966
- T. violaceipennis Cameron, 1902